# Fernando Pacheco
Pour les articles homonymes, voir Pacheco.
Fernando Pacheco Flores (né le 18 mai 1992 à Badajoz) est un footballeur espagnol qui joue depuis 2015 au RCD Espanyol au poste de gardien de but.

## Carrière en club
Le 29 avril 2018, il réalise une bonne performance face à l'Atlético de Madrid : alors qu'il n'est exceptionnellement pas titulaire ce jour-là, il remplace Antonio Sivera, sorti sur blessure après un choc avec le poteau sur un tir de Vitolo, à la 63e minute. Lors des 30 dernières minutes du match il réalise trois arrêts et stoppe même un penalty de Fernando Torres à la 71e minute. Il ne parvient cependant pas à arrêter le penalty de Kevin Gameiro sept minutes plus tard, ce qui est fatal à son équipe (défaite 0-1).
Le 19 octobre 2018, il livre une nouvelle performance de haute volée, en arrêtant neufs tirs cadrés (dont quatre de Brais Méndez) et en gardant ses cages inviolées face au Celta Vigo (victoire 0-1).

## Statistiques
| Saison                | Club                  | Championnat           | Championnat | Championnat | Coupe(s) nationale(s) | Coupe(s) nationale(s) | Total | Total |
| Saison                | Club                  | Division              | M.          | B.          | M.                    | B.                    | M.    | B.    |
| 2011-2012             | Real Madrid           | Liga                  | -           | -           | 1                     | 0                     | 1     | 0     |
| 2012-2013             | Real Madrid Castilla  | Liga Adelante         | 2           | 0           | -                     | -                     | 2     | 0     |
| 2013-2014             | Real Madrid Castilla  | Liga Adelante         | 39          | 0           | -                     | -                     | 39    | 0     |
| 2014-2015             | Real Madrid           | Liga                  | -           | -           | 1                     | 0                     | 1     | 0     |
| Sous-total            | Sous-total            | Sous-total            | 41          | 0           | 2                     | 0                     | 43    | 0     |
| 2015-2016             | Deportivo Alavés      | Liga Adelante         | 40          | 0           | 2                     | 0                     | 42    | 0     |
| 2016-2017             | Deportivo Alavés      | Liga                  | 36          | 0           | 3                     | 0                     | 39    | 0     |
| 2017-2018             | Deportivo Alavés      | Liga                  | 38          | 0           | -                     | -                     | 38    | 0     |
| 2018-2019             | Deportivo Alavés      | Liga                  | 35          | 0           | -                     | -                     | 35    | 0     |
| 2019-2020             | Deportivo Alavés      | Liga                  | 27          | 0           | -                     | -                     | 27    | 0     |
| 2020-2021             | Deportivo Alavés      | Liga                  | 38          | 0           | -                     | -                     | 38    | 0     |
| 2021-2022             | Deportivo Alavés      | Liga                  | 34          | 0           | -                     | -                     | 34    | 0     |
| Sous-total            | Sous-total            | Sous-total            | 248         | 0           | 5                     | 0                     | 253   | 0     |
| 2022-2023             | UD Almería            | Liga                  | 1           | 0           | -                     | -                     | 1     | 0     |
| Sous-total            | Sous-total            | Sous-total            | 1           | 0           | 0                     | 0                     | 1     | 0     |
| 2022-2023             | RCD Espanyol          | Liga                  | 16          | 0           | -                     | -                     | 16    | 0     |
| 2023-2024             | RCD Espanyol          | LaLiga 2              | 26          | 0           | -                     | -                     | 26    | 0     |
| Sous-total            | Sous-total            | Sous-total            | 42          | 0           | 0                     | 0                     | 42    | 0     |
| Total sur la carrière | Total sur la carrière | Total sur la carrière | 332         | 0           | 7                     | 0                     | 339   | 0     |

## Palmarès

### Au club
- Real Madrid
  - Vainqueur de la Coupe du monde des clubs de la FIFA : 2014
- Deportivo Alavés
  - Champion de Segunda División en 2016
  - Finaliste de la Copa del Rey en 2017

### En sélection
- Espagne -19 ans
  - Vainqueur de l'Euro -19 ans en 2011